# Giuseppe Archinto
Giuseppe Archinto (Milán, 7 de mayo de 1651 - ib., 9 de abril de 1712) fue un cardenal y diplomático pontificio italiano.

## Primeros años
Hijo de Carlo Archinto, que fue senador de Milán, y de Catarina Arese, que fue hija del presidente del Senado Giulio Arese, tras completar sus primeros estudios en el colegio de jesuitas de Brera, en Milán, los continuó en el Seminario Pontificio Romano, en la Universidad de Ingolstadt y en la de Pavía, de la que en 1675 salió doctorado en derecho civil y canónico, siendo admitido en el colegio de abogados de Milán al año siguiente.

## Misiones diplomáticas
Tras su ordenación sacerdotal, en 1679 fue nombrado protonotario apostólico y abad de S. Giovanni Battista di Vertemate en Como y de S. Giovanni delle Vigne en Lodi. Llamado a Roma por el papa Inocencio XI, fue enviado como vicelegado a Bolonia, puesto del que hizo dejación por los grandes gastos que conllevaba; la intercesión de familiares y amigos ante el papa consiguieron restituirle a la confianza de este.
En 1686 fue elegido obispo titular de Tesalónica y enviado en calidad de nuncio apostólico a la corte de Fernando II de Médici en el Gran Ducado de Toscana; en 1689 desempeñó la misma función en Venecia, bajo el gobierno del dogo Francesco Morosini, y en 1696 en la corte de Carlos II en Madrid, en cuyo puesto se mantuvo hasta 1700.

## Cardenal y arzobispo de Milán
En recompensa por sus servicios, en 1699 Inocencio XII le confirió la archidiócesis de Milán, y en el consistorio del 14 de noviembre le hizo cardenal, recibiendo el capelo y el título de Santa Priscila en marzo de 1701. Este mismo año viajó como legado a latere a la corte del emperador Carlos VI del Sacro Imperio Romano Germánico y a Niza con motivo de la boda del rey de España Felipe V con María Luisa de Saboya.
Sus simpatías hacia Felipe V de España motivaron que en 1706, cuando el Milanesado fue invadido por las tropas de Carlos VI durante la guerra de sucesión española, Archinto fuera objeto de la suspicacia de los nuevos gobernantes del Sacro Imperio y tratado como un adversario político.
Muerto en Milán a los 61 años, fue enterrado en la catedral de esta misma ciudad.
| Predecesor: Federico Caccia | Nuncio apostólico en España 1696 - 1700 | Sucesor: Francesco Acquaviva       |
| Predecesor: Federico Caccia | Arzobispo de Milán 1699 - 1712          | Sucesor: Benedetto Erba Odescalchi |